# Hugh de Mortimer (Adliger, † 1227)
Hugh de Mortimer (auch Hugh III de Mortimer) († 10. November 1227) war ein anglonormannischer Adliger.

## Herkunft und Erbe
Hugh de Mortimer entstammte der anglonormannischen Familie Mortimer. Er war der älteste Sohn von Roger de Mortimer und von dessen Frau Isabell de Ferrers. Sein schwerkranker Vater übertrug ihm schon vor seinem Tod im August 1214 die umfangreichen Besitzungen der Familie in England und in den Welsh Marches.

## Unterstützer der Krone im Ersten Krieg der Barone
Wie sein Vater war auch Hugh de Mortimer ein loyaler Unterstützer von König Johann Ohneland. Als einziger Marcher Lord schloss er sich 1214 nicht der Adelsopposition gegen den König an, worauf die Rebellen seine Burg Cymaron eroberten und zerstörten. Der päpstliche Legat Nikolaus von Tusculum konnte während eines Treffens der Marcher Lord in Wigmore im Oktober 1214 den Konflikt beilegen. Auch während des Ersten Kriegs der Barone gegen den König stand er auf der Seite von Johann Ohneland. Llywelyn ab Iorwerth, der walisische Fürst von Gwynned, unterstützte dagegen die Rebellen. Er nutzte den Bürgerkrieg und konnte um 1215 Maelienydd in Mittelwales erobern, das zwanzig Jahre zuvor von Mortimers Vater erobert worden war. Auch zwei weitere Güter in Wales, auf die Mortimer rechtmäßigen Anspruch hatte, wurden von Llywelyn besetzt. Im Oktober 1216 nahm Mortimer an der Beisetzung von König Johann in der Kathedrale von Worcester teil. Danach unterstützte er den Regentschaftsrat, der für den minderjährigen neuen König Heinrich III. die Regierung führte. Als nach dem Ende des Bürgerkriegs eine Gerichtskommission 1221 Anklagen in Shropshire untersuchte, wurde Mortimer allerdings für die unrechtmäßige Enteignung seiner beiden Vasallen Robert de Girros und Robert de Costentin verurteilt, die beide während des Bürgerkriegs die Rebellen unterstützt hatten.

## Weitere Unterstützung von Heinrich III. und Versuch der Rückgewinnung von Maelienydd
1221 nahm Mortimer während der Revolte des Count of Aumale an der Belagerung von Castle Bytham teil. 1225 bezeugte er mit die erneute Bestätigung der Magna Carta durch Heinrich III. Er beanspruchte weiter das von Fürst Llywelyn eroberte Maelienydd, doch trotz diplomatischer Unterstützung durch den Regentschaftsrat konnte er das Gebiet bis zu seinem Tod nicht zurückgewinnen. Er starb bei einem Turnierunfall und wurde in der Familienstiftung Wigmore Abbey beigesetzt.

## Heirat und Nachkommen
Hugh de Mortimer hatte Annora de Briouze, eine Tochter des mächtigen Marcher Lords William de Braose, Lord of Bramber und von dessen Frau Maud de St Valery geheiratet. Die Ehe war kinderlos geblieben, so dass sein jüngerer Bruder Ralph II de Mortimer sein Erbe wurde. Seine Witwe zog sich nach Hughs Tod als Einsiedlerin zurück.